# Single numer jeden w roku 1997 (USA)
Notowanie Billboard Hot 100 przedstawia najlepiej sprzedające się single w Stanach Zjednoczonych. Publikowane jest ono przez magazyn Billboard, a dane kompletowane są przez Nielsen SoundScan w oparciu o cotygodniowe wyniki sprzedaży cyfrowej oraz fizycznej singli, a także częstotliwość emitowania piosenek na antenach stacji radiowych.

## Historia
| Data publikacji | Piosenka                                                               | Artysta                                      |
| --------------- | ---------------------------------------------------------------------- | -------------------------------------------- |
| 4 stycznia      | „Un-Break My Heart”                                                    | Toni Braxton                                 |
| 11 stycznia     | „Un-Break My Heart”                                                    | Toni Braxton                                 |
| 18 stycznia     | „Un-Break My Heart”                                                    | Toni Braxton                                 |
| 25 stycznia     | „Un-Break My Heart”                                                    | Toni Braxton                                 |
| 1 lutego        | „Un-Break My Heart”                                                    | Toni Braxton                                 |
| 8 lutego        | „Un-Break My Heart”                                                    | Toni Braxton                                 |
| 15 lutego       | „Un-Break My Heart”                                                    | Toni Braxton                                 |
| 22 lutego       | „Wannabe”                                                              | Spice Girls                                  |
| 1 marca         | „Wannabe”                                                              | Spice Girls                                  |
| 8 marca         | „Wannabe”                                                              | Spice Girls                                  |
| 15 marca        | „Wannabe”                                                              | Spice Girls                                  |
| 22 marca        | „Can't Nobody Hold Me Down”                                            | Puff Daddy gośc. Mase                        |
| 29 marca        | „Can't Nobody Hold Me Down”                                            | Puff Daddy gośc. Mase                        |
| 5 kwietnia      | „Can't Nobody Hold Me Down”                                            | Puff Daddy gośc. Mase                        |
| 12 kwietnia     | „Can't Nobody Hold Me Down”                                            | Puff Daddy gośc. Mase                        |
| 19 kwietnia     | „Can't Nobody Hold Me Down”                                            | Puff Daddy gośc. Mase                        |
| 26 kwietnia     | „Can't Nobody Hold Me Down”                                            | Puff Daddy gośc. Mase                        |
| 3 maja          | „Hypnotize”                                                            | The Notorious B.I.G.                         |
| 10 maja         | „Hypnotize”                                                            | The Notorious B.I.G.                         |
| 17 maja         | „Hypnotize”                                                            | The Notorious B.I.G.                         |
| 24 maja         | „MMMBop”                                                               | Hanson                                       |
| 31 maja         | „MMMBop”                                                               | Hanson                                       |
| 7 czerwca       | „MMMBop”                                                               | Hanson                                       |
| 14 czerwca      | „I’ll Be Missing You”                                                  | Puff Daddy i Faith Evans gośc. 112           |
| 21 czerwca      | „I’ll Be Missing You”                                                  | Puff Daddy i Faith Evans gośc. 112           |
| 28 czerwca      | „I’ll Be Missing You”                                                  | Puff Daddy i Faith Evans gośc. 112           |
| 5 lipca         | „I’ll Be Missing You”                                                  | Puff Daddy i Faith Evans gośc. 112           |
| 12 lipca        | „I’ll Be Missing You”                                                  | Puff Daddy i Faith Evans gośc. 112           |
| 19 lipca        | „I’ll Be Missing You”                                                  | Puff Daddy i Faith Evans gośc. 112           |
| 26 lipca        | „I’ll Be Missing You”                                                  | Puff Daddy i Faith Evans gośc. 112           |
| 2 sierpnia      | „I’ll Be Missing You”                                                  | Puff Daddy i Faith Evans gośc. 112           |
| 9 sierpnia      | „I’ll Be Missing You”                                                  | Puff Daddy i Faith Evans gośc. 112           |
| 16 sierpnia     | „I’ll Be Missing You”                                                  | PuPuff Daddy i Faith Evans gośc. 112         |
| 23 sierpnia     | „I’ll Be Missing You”                                                  | Puff Daddy i Faith Evans gośc. 112           |
| 30 sierpnia     | „Mo Money Mo Problems”                                                 | The Notorious B.I.G. gośc. Puff Daddy i Mase |
| 6 września      | „Mo Money Mo Problems”                                                 | The Notorious B.I.G. gośc. Puff Daddy i Mase |
| 13 września     | „Honey”                                                                | Mariah Carey                                 |
| 20 września     | „Honey”                                                                | Mariah Carey                                 |
| 27 września     | „Honey”                                                                | Mariah Carey                                 |
| 4 października  | „4 Seasons of Loneliness”                                              | Boyz II Men                                  |
| 11 października | „Candle in the Wind 1997” / „Something About the Way You Look Tonight” | Elton John                                   |
| 18 października | „Candle in the Wind 1997" / „Something About the Way You Look Tonight” | Elton John                                   |
| 25 października | „Candle in the Wind 1997" / „Something About the Way You Look Tonight” | Elton John                                   |
| 1 listopada     | „Something About the Way You Look Tonight” / „Candle in the Wind 1997” | Elton John                                   |
| 8 listopada     | „Something About the Way You Look Tonight” / „Candle in the Wind 1997” | Elton John                                   |
| 15 listopada    | „Something About the Way You Look Tonight” / „Candle in the Wind 1997” | Elton John                                   |
| 22 listopada    | „Something About the Way You Look Tonight” / „Candle in the Wind 1997” | Elton John                                   |
| 29 listopada    | „Something About the Way You Look Tonight” / „Candle in the Wind 1997” | Elton John                                   |
| 6 grudnia       | „Something About the Way You Look Tonight” / „Candle in the Wind 1997” | Elton John                                   |
| 13 grudnia      | „Something About the Way You Look Tonight” / „Candle in the Wind 1997” | Elton John                                   |
| 20 grudnia      | „Something About the Way You Look Tonight” / „Candle in the Wind 1997” | Elton John                                   |
| 27 grudnia      | „Something About the Way You Look Tonight” / „Candle in the Wind 1997” | Elton John                                   |